# Secale
Secale L. è un genere di piante appartenenti alla famiglia delle Poacee (o Gramineae, nom. cons.).

## Distribuzione e habitat
Il genere, di origine eurasiatica, ha attualmente una distribuzione cosmopolita.

## Tassonomia
Il genere comprende le seguenti specie:
- Secale africanum Stapf
- Secale anatolicum Boiss.
- Secale cereale L.
- Secale ciliatoglume (Boiss.) Grossh.
- Secale iranicum Kobyl.
- Secale segetale (Zhuk.) Roshev.
- Secale strictum (C.Presl) C.Presl
- Secale sylvestre Host
- Secale vavilovii Grossh.